# Jan Ullrich
Jan Ullrich (Rostock, 2. prosinca 1973.), bivši njemački biciklist.
Godine 1997. pobijednio je na Tour de Franceu, do sada jedini Nijemac koji je to uspio. Pet puta je bio drugi i jedanput treći na "Touru".